# Mark Noble
Mark James Noble (Londres, Inglaterra, 8 de mayo de 1987) es un exfutbolista británico. Jugaba en la posición de centrocampista y casi la totalidad de su carrera, exceptuando dos préstamos cortos al Hull City e Ipswich Town, la hizo en el West Ham United, donde es considerado un símbolo tras haber disputado más de 500 partidos con el club.
Representó a Inglaterra en las categorías sub-16, sub-17, sub-18, sub-19 y sub-21. Fue capitán en la sub-21 de Inglaterra, anotando 3 goles en 20 encuentros disputados.

## Trayectoria

### Inicios
Nació en Canning Town, Este de Londres. Noble jugó para el Barking Colts y luego entró a la academia del Arsenal a la edad de 11 años. Su padre, que lo llevaba a los entrenamientos, no siempre podía llevarle a tiempo debido a la distancia desde su casa en Beckton. Entonces, el club local West Ham United mostró interés en fichar al joven Noble para su academia. Noble tiene el registro de ser el jugador más joven en disputar un encuentro con el equipo reserva a la edad de 15 años. Entrenó con el primer equipo desde julio de 2003 y debutó a los 17 años en la Copa de la Liga en agosto de 2004 en la victoria por 2-0 ante el Southend United. Debutó en la Championship en enero de 2005, en la derrota por 4-2 contra el Wolverhampton Wanderers de visita. El 30 de mayo de 2005, Noble jugó la final de los play-off de la Championship 2004-05, donde el equipo de Boleyn Ground venció al Preston North End y aseguró su retorno a la Premier League. Noble ingresó en el minuto 82 sustituyendo a Shaun Newton.

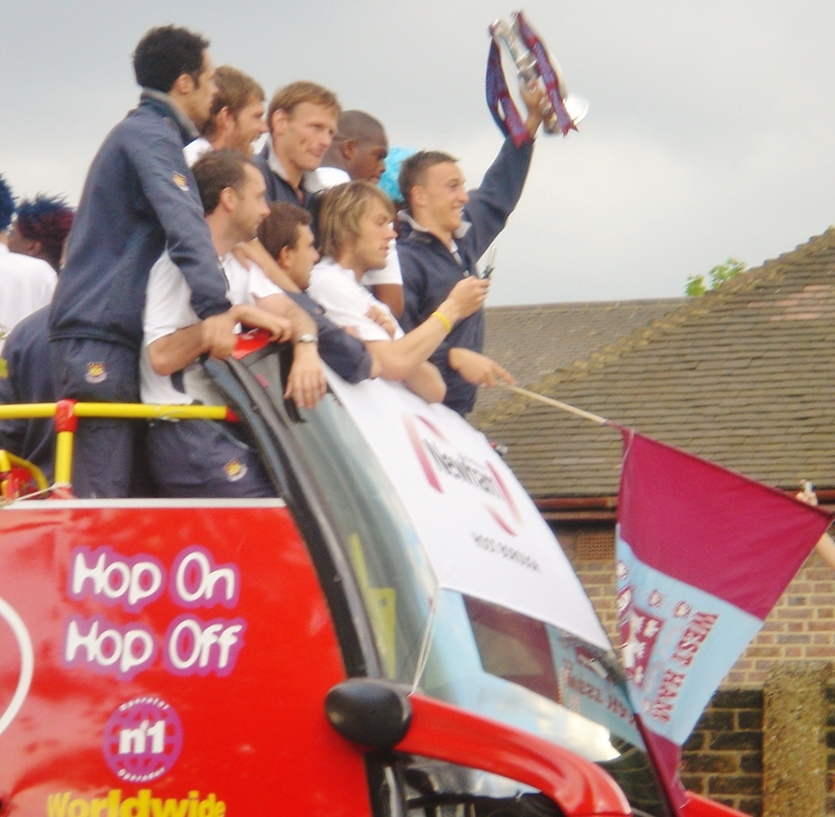
Noble en la celebración de los play-off de la Football League Championship 2005.

Ese mismo año ganó el premio Hammer of the Year al jugador joven y fue segundo en la elección del Hammer of the Year.
Con el equipo de vuelta en la Premier League, Noble solo jugó cinco encuentros en el campeonato de liga 2005-06. Luego de su último encuentro contra el Blackburn Rovers el 10 de diciembre, no fue un habitual en la cancha y fue enviado a préstamo. Noble no volvió a jugar con el equipo en lo que restaba de 2006.

#### Periodo de préstamos
Noble se fue a préstamo por tres meses al Hull City, donde registró cinco encuentros jugados. Debutó con los tigres el 18 de febrero de 2006 en la derrota de visita por 1-0 ante el Cardiff City. El préstamo de Noble terminó días después al sufrir una lesión en la parte inferior de la espalda.
En agosto de 2006 Noble firmó un préstamo por tres meses con el Ipswich Town. Jugó 13 partidos en la Championship y anotó su primer gol profesional el 12 de septiembre en la victoria en casa por 2-1 contra el Coventry City.

### Retorno al West Ham
Noble marcó su primer gol con el West Ham contra el Brighton & Hove Albion, en enero de 2007 en la tercera ronda de la FA Cup con asistencia de Carlos Tévez, consiguiendo el primer gol en la victoria por 3-0 en Boleyn Ground. Jugó once encuentros y anotó tres goles para el equipo en la temporada 2006-07.

#### Temporada 2007-08
Noble consiguió la titularidad en el plantel de Alan Curbishley para la temporada 2007-08. Anotó su primer penal para el club el 18 de agosto de 2007 en la victoria de visita por 1-0 ante el Birmingham City, después de una falta de Colin Doyle a Craig Bellamy. Estuvo unas semanas fuera en noviembre de 2007 luego de jugar lesionado durante meses sin que el equipo médico lo supiera. En enero de 2008, Noble marcó el único gol, de penalti, en la victoria contra el Liverpool, luego de que el defensa Jamie Carragher lesionara a Fredrik Ljungberg en los últimos segundos del tiempo extra del segundo tiempo. Su actuación en el encuentro fue descrita como "excepcional".

#### Temporada 2008-09
La temporada 2008-09 no comenzó bien para Noble, luego de que fuera expulsado en el primer encuentro contra el Manchester CIty que el West Ham perdió por 3-0. Luego de la salida de Alan Curbishley en septiembre, permaneció en el primer equipo bajo la dirección del nuevo entrenador Gianfranco Zola. Celebró su encuentro número 100 con los Hammers anotando el gol del empate contra el Blackburn el 21 de marzo de 2009 en Ewood Park. En abril, firmó una extensión de contrato con el club hasta 2013. Anotó cinco goles durante esa temporada, tres desde el punto de penalti.

#### Temporada 2009-10
Noble comenzó la temporada 2009-10 anotando el primer gol de la nueva temporada, en la victoria 2-0 contra los Wolves. Bajo el mando de Gianfranco Zola, Noble se ganó la titularidad en el medio campo en un rombo que incluía a Scott Parker a su lado y Jack Collison y Valon Behrami como extremos.

#### Temporada 2010-11
Con Avram Grant como nuevo técnico, Noble continuó como regular en el primer equipo. Jugó 26 de los 38 encuentros de la Premier League, donde estuvo fuera durante un mes debido a una apendicectomía. En esa temporada, el West Ham terminó en la 20.ª posición y descendió de categoría. Anotó cuatro goles en liga, todos de penalti.

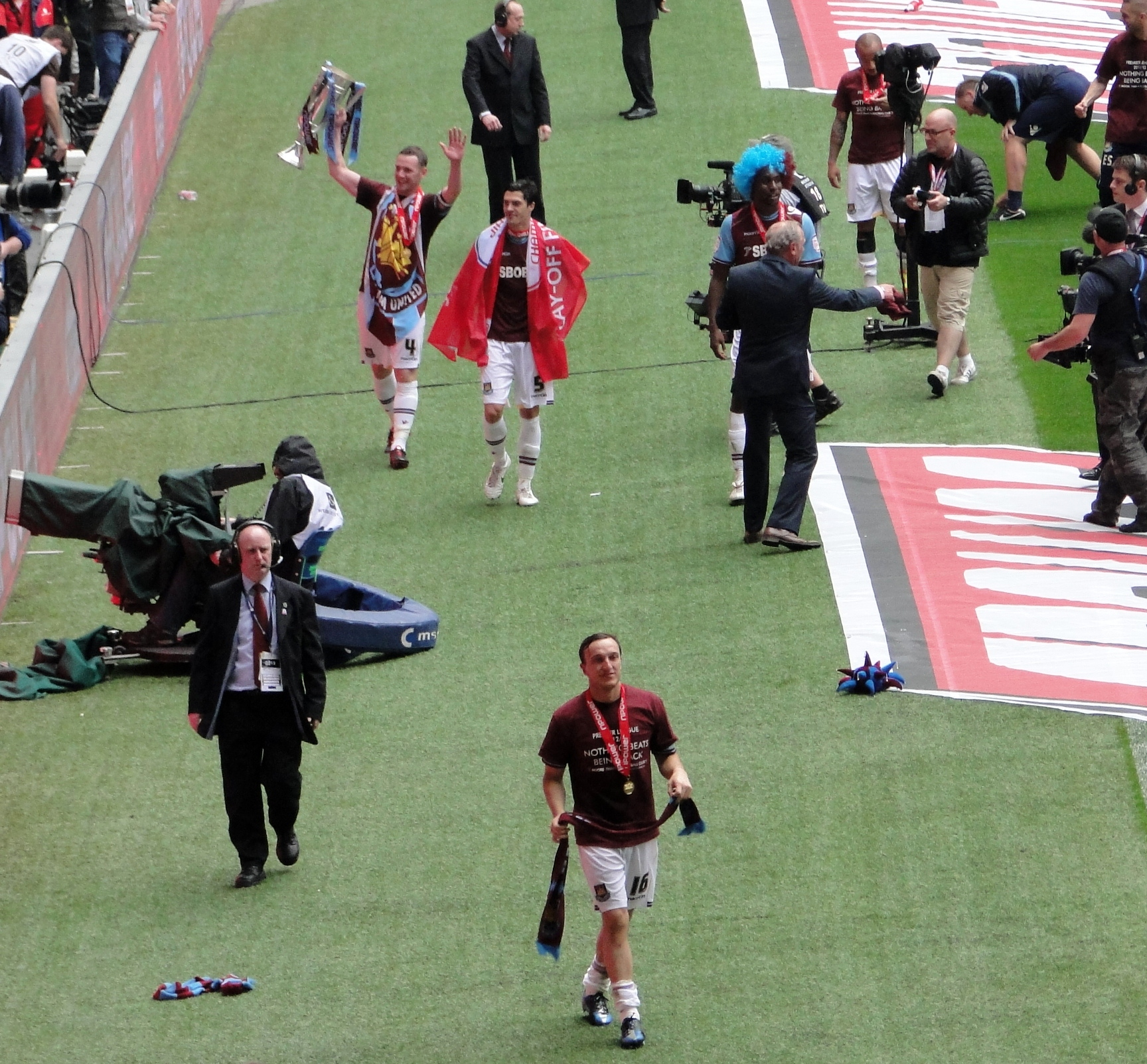
Noble (al frente) luego de ganar los play off en 2012

#### Temporada 2011-12
El West Ham regresó a la Championship en la temporada 2011-12. Noble anotó ocho goles, siete de penalti, en esa temporada. En mayo de 2012, Noble jugó la final de los play-offs de la Football League Championship 2012 contra el Blackpool en Wembley, donde el West Ham ganó por 2-1 regresando a la Premier League después de un año. Noble fue nombrado Hammer of the Year de la temporada. Jugó 49 encuentros en todas las competiciones.

#### Temporada 2012-13
En septiembre de 2012, Noble firmó un nuevo contrato por tres años con el club. En febrero de 2013 estuvo fuera por lesión debido a que fue diagnosticado con una compresión torácica, regresó a las canchas el 17 de abril en el empate 2-2 de local frente al Manchester United. Terminó la temporada con 31 partido jugados y anotó cuatro goles, tres de penalti.

#### Temporada 2013-14
Noble anotó tres goles en la temporada 2013-14. El 6 de mayo de 2014, Noble ganó su segundo Hammer of the Year, por delante de Adrián y James Tomkins. Esa misma noche Noble además ganó el premio Players´ Player of the Year accolade.

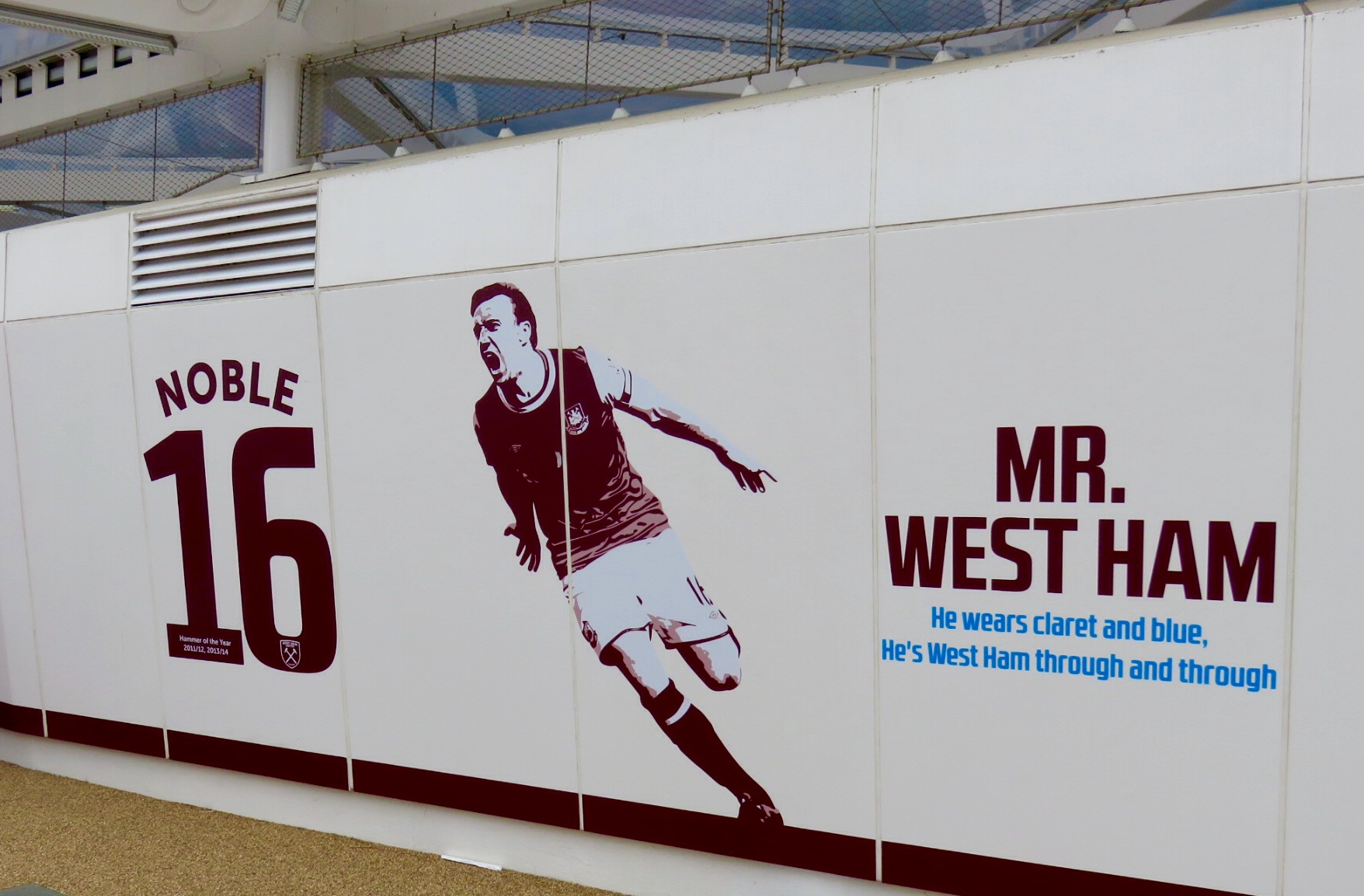
Mural de Mark Noble en el Estadio Olímpico de Londres.

#### Temporada 2014-15
Noble falló una pena máxima en la derrota por 0-1 de local ante el Tottenham, el 16 de agosto de 2014 en el partido inaugural de la temporada, pero anotó su primer gol en esa campaña en el siguiente partido, el 30 de agosto en la derrota 1-3 ante el Southampton.  El 29 de noviembre de 2014 contra el Newcastle United, Noble se convirtió en el jugador del West Ham United con más partidos en la Premier League con 205 encuentros, superando la anterior marca de Steve Potts.

#### Temporada 2015-16 y partido homenaje
El primer gol de Noble en la temporada 2015/16 fue de penalti en la derrota de local por 3-4 contra el AFC Bournemouth en la Premier League el 22 de agosto de 2015. Noble jugó su encuentro número 350 con el West Ham el 6 de febrero de 2016, en la derrota de visita frente al Southampton. El 22 de diciembre de 2015, se anunció que Noble tendría un partido homenaje por su largo servicio en el club. El partido se disputó el 28 de marzo de 2016 entre el West Ham XI y West Ham All-Stars, donde todas las ganancias fueron donadas a organismos de caridad. El partido terminó 6-5 con victoria para el West Ham XI frente a 36,000 espectadores con goles de Paolo Di Canio y dos de Dean Ashton, incluido uno de chilena.
El 10 de mayo de 2016, Noble fue el último capitán del West Ham United en Boleyn Ground, donde el West Ham venció por 3-2 al Manchester United en el último encuentro en este estadio.

#### Temporada 2016-17
El 8 de abril de 2017, en el encuentro contra el Swansea City, Noble jugó su encuentro número 400 con el West Ham United, siendo el 19.º jugador en pasar este número. Jugó 35 encuentros en todas las competencias durante esa temporada, anotando cinco goles.

#### Temporada 2017-18
Noble jugó su partido número 300 en Premier League con un gol de penal contra el Stoke City el 16 de diciembre de 2017. El 5 de mayo de 2018, anotó el segundo gol en la victoria por 2-0 de visita ante el Leicester City, el resultado aseguró la permanencia del West Ham en la Premier League. El gol, según el mismo Noble, una volea desde la esquina del área, fue "el mejor de su carrera" hasta la fecha.

#### Temporada 2018-19
Junto con el nuevo entrenador Manuel Pellegrini, Noble continuó en la titularidad del equipo. Renovó su contrato con el club hasta 2021 en diciembre de 2018. Luego de su renovación, el club publicó en su web oficial las razones de por qué Mark es considerado una leyenda del club, destacando su número récord de encuentros en la Premier League con el club, su efectividad en los penaltis y su pasión por el equipo. El 9 de febrero de 2019 anotó su primer gol de la temporada, de penalti, en el empate 1-1 de visita ante el Crystal Palace.
En marzo de 2021 firmó una nueva extensión de contrato por un año, confirmando que tras el mismo abandonaría el club. En mayo de 2022 anunció su retirada deportiva.

## Selección nacional
Noble fue el capitán de la sub-18 de Inglaterra. Fue parte del equipo sub-19 de Inglaterra que le ganó a Serbia y Montenegro sub-19 en la semifinal del Campeonato Europeo de la UEFA Sub-19 2005, donde luego perderían la final ante Francia.
Noble debutó con la sub-21 de Inglaterra el 11 de junio de 2007, entrando en el minuto 82 por Tom Huddlestone en el empate a cero contra República Checa durante la Eurocopa Sub-21 de 2007 en Países Bajos.
Noble fue el capitán de la sub-21 en la Eurocopa Sub-21 de 2009, ya que el anterior capitán Steven Taylor quedó fuera por lesión. Los jóvenes leones llegaron hasta la final, donde perdieron por 4-0 ante Alemania, fue el último encuentro de Noble con la sub-21.
Noble es convocable para jugar con la República de Irlanda, ya que sus abuelos son de Cork.

## Estadísticas

### Clubes
Actualizado al último partido disputado de su carrera deportiva.
| Club                             | Div.          | Temporada     | Liga  | Liga  | Copas nacionales | Copas nacionales | Copas internacionales | Copas internacionales | Total | Total |
| Club                             | Div.          | Temporada     | Part. | Goles | Part.            | Goles            | Part.                 | Goles                 | Part. | Goles |
| -------------------------------- | ------------- | ------------- | ----- | ----- | ---------------- | ---------------- | --------------------- | --------------------- | ----- | ----- |
| West Ham United F. C. Inglaterra | 2.ª           | 2004-05       | 16    | 0     | 5                | 0                | —                     | —                     | 21    | 0     |
| West Ham United F. C. Inglaterra | 1.ª           | 2005-06       | 5     | 0     | 1                | 0                | —                     | —                     | 6     | 0     |
| Hull City A. F. C. Inglaterra    | 2.ª           | 2005-06       | 5     | 0     | 0                | 0                | —                     | —                     | 5     | 0     |
| Hull City A. F. C. Inglaterra    | Total club    | Total club    | 5     | 0     | 0                | 0                | —                     | —                     | 5     | 0     |
| Ipswich Town F. C. Inglaterra    | 2.ª           | 2006-07       | 13    | 1     | 0                | 0                | —                     | —                     | 13    | 1     |
| Ipswich Town F. C. Inglaterra    | Total club    | Total club    | 13    | 1     | 0                | 0                | —                     | —                     | 13    | 1     |
| West Ham United F. C. Inglaterra | 1.ª           | 2006-07       | 10    | 2     | 1                | 1                | —                     | —                     | 11    | 3     |
| West Ham United F. C. Inglaterra | 1.ª           | 2007-08       | 31    | 3     | 5                | 0                | —                     | —                     | 36    | 3     |
| West Ham United F. C. Inglaterra | 1.ª           | 2008-09       | 29    | 3     | 5                | 2                | —                     | —                     | 34    | 5     |
| West Ham United F. C. Inglaterra | 1.ª           | 2009-10       | 27    | 2     | 1                | 0                | —                     | —                     | 28    | 2     |
| West Ham United F. C. Inglaterra | 1.ª           | 2010-11       | 26    | 4     | 9                | 1                | —                     | —                     | 35    | 5     |
| West Ham United F. C. Inglaterra | 2.ª           | 2011-12       | 48    | 8     | 0                | 0                | —                     | —                     | 48    | 8     |
| West Ham United F. C. Inglaterra | 1.ª           | 2012-13       | 28    | 4     | 2                | 0                | —                     | —                     | 30    | 4     |
| West Ham United F. C. Inglaterra | 1.ª           | 2013-14       | 38    | 3     | 1                | 0                | —                     | —                     | 39    | 3     |
| West Ham United F. C. Inglaterra | 1.ª           | 2014-15       | 28    | 2     | 5                | 0                | —                     | —                     | 33    | 2     |
| West Ham United F. C. Inglaterra | 1.ª           | 2015-16       | 37    | 7     | 6                | 0                | 3                     | 0                     | 46    | 7     |
| West Ham United F. C. Inglaterra | 1.ª           | 2016-17       | 30    | 3     | 2                | 0                | 3                     | 2                     | 36    | 5     |
| West Ham United F. C. Inglaterra | 1.ª           | 2017-18       | 29    | 4     | 4                | 0                | —                     | —                     | 33    | 4     |
| West Ham United F. C. Inglaterra | 1.ª           | 2018-19       | 31    | 5     | 1                | 0                | —                     | —                     | 32    | 5     |
| West Ham United F. C. Inglaterra | 1.ª           | 2019-20       | 33    | 4     | 2                | 0                | —                     | —                     | 35    | 2     |
| West Ham United F. C. Inglaterra | 1.ª           | 2020-21       | 21    | 0     | 4                | 0                | —                     | —                     | 25    | 0     |
| West Ham United F. C. Inglaterra | 1.ª           | 2021-22       | 11    | 1     | 3                | 0                | 9                     | 1                     | 23    | 2     |
| West Ham United F. C. Inglaterra | Total club    | Total club    | 478   | 55    | 57               | 4                | 15                    | 3                     | 550   | 62    |
| Total carrera                    | Total carrera | Total carrera | 496   | 56    | 57               | 4                | 15                    | 3                     | 568   | 63    |
| 1. 2. 3.                         |               |               |       |       |                  |                  |                       |                       |       |       |

## Vida personal
Noble está casado con el amor de su infancia, Carly, desde 2012. Tienen un hijo y una hija. Tiene ascendencia irlandesa.